# Lomikámen trsnatý
Lomikámen trsnatý (Saxifraga rosacea) je druh rostliny z čeledi lomikamenovité. Je to vytrvalá trsnatá bylina s přízemními růžicemi dlanitě členěných listů a bílými nebo zelenavými květy na nevětvených lodyhách. Vyskytuje se v izolovaných areálech ve střední, západní a severní Evropě. V České republice roste ve dvou poddruzích, z nichž jeden je endemický.
Poměrně často se pěstuje v různých kultivarech a křížencích jako zahradní trvalka a skalnička.

## Popis
Lomikámen trsnatý je vytrvalá, trsnatě rostoucí bylina s plazivým větveným oddenkem. Odění se skládá z jednoduchých a/nebo žláznatých chlupů. Květonosné lodyhy jsou nevětvené a vyrůstají z přízemních listových růžic. Listy jsou přisedlé, poněkud dužnaté. Na přízemních růžicích a sterilních výhonech jsou v obrysu kopisťovité a hluboce členěné ve 3 až 5 úkrojků. Horní nebo někdy i všechny lodyžní listy jsou celistvé, úzce kopinaté. Květy jsou pravidelné, oboupohlavné.
Kalich je srostlý asi do 1/3 až 1/2, s trojúhelníkovitými cípy, hustě pokrytý stopkatými žlázkami. Cípy na vrcholu většinou vybíhají v chrupavčitou špičku. Korunní lístky jsou eliptické, 6 až 10 mm dlouhé, u přírodních populací bílé nebo nazelenalé, u pěstovaných rostlin i růžové či červené. Tyčinky dosahují asi 1/4 až 1/3 délky korunních lístků. Semeník je téměř spodní, na vrcholu nesoucí široký, plochý žláznatý terč obklopující stylodia.
Plodem je vejcovitá až téměř kulovitá, asi 6 až 8 mm dlouhá tobolka, nesoucí vzpřímená vytrvalá stylodia a podepřená vytrvalým kalichem. Obsahuje černohnědá, eliptická, jen 0,6 až 0,7 mm dlouhá semena s bradavčitým povrchem.
Květy jsou opylovány hmyzem. Samoopylení je zabráněno protandrií a bez účasti opylovačů dozrává jen málo semen. V kontinentální Evropě kvete od dubna do června, na Islandu naproti tomu až v červenci a srpnu.

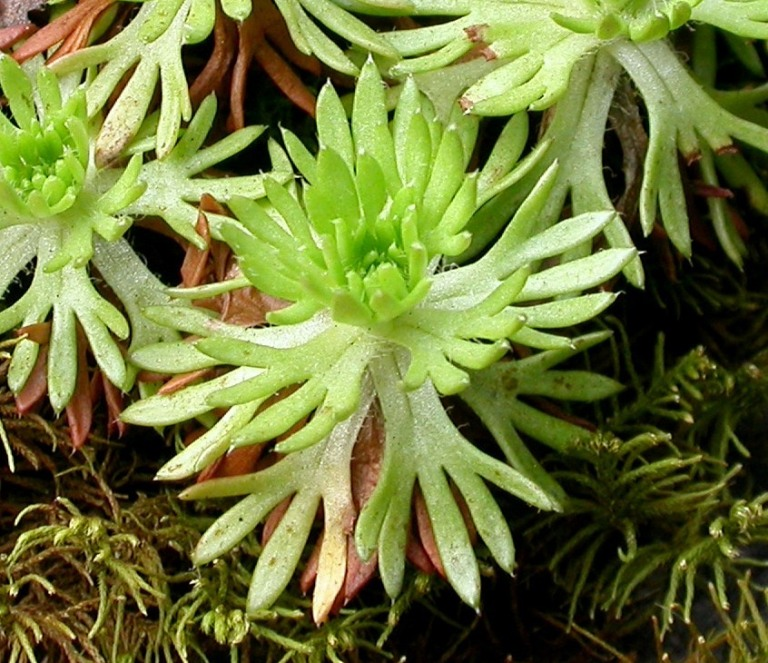
Detail listové růžice lomikamene trsnatého křehkého
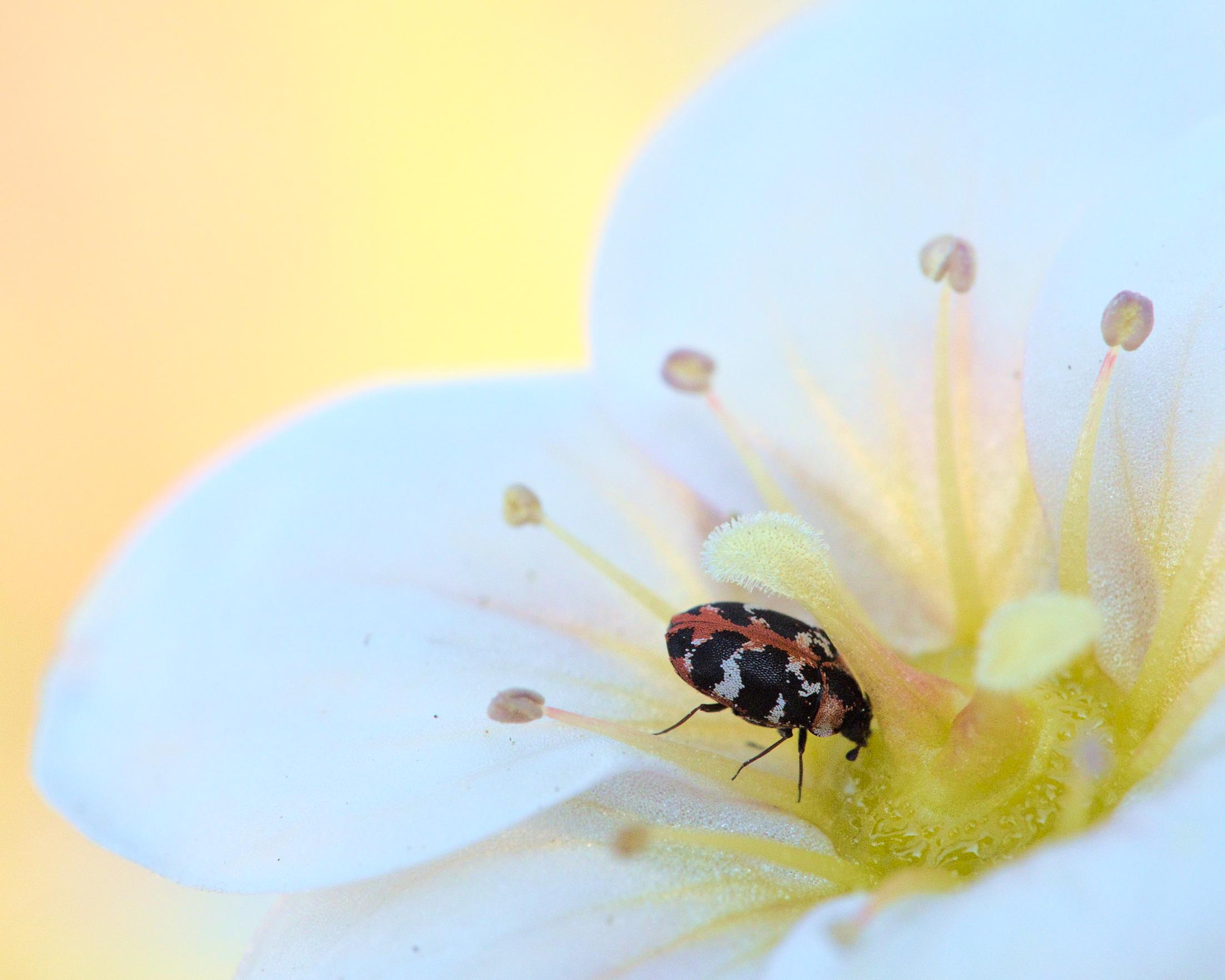
Rušník krtičníkový (Anthrenus scrophulariae) na květu lomikamene trsnatého

## Rozšíření a taxonomie
Druh se vyskytuje výhradně v Evropě. Jeho areál je omezen na Českou republiku, Německo, Polsko, Island, Irsko, Francii, Belgii a Faerské ostrovy. Vyhledává reliktní stanoviště s malou konkurencí jiných rostlin, jako jsou suťoviska nebo skalní biotopy.
Druh je dosti proměnlivý. Bývají rozlišovány rozlišovány 4 poddruhy, v minulosti někdy hodnocené i na úrovni samostatných druhů.
Nominátní poddruh, lomikámen trsnatý pravý (Saxifraga rosacea subsp. rosacea), se vyznačuje širšími listovými laloky, které jsou na vrcholu tupé, špičaté nebo krátce mukronátní, se žláznatými i nežláznatými chlupy. Rostliny jsou oktoploidní. Taxon je rozšířen v západním a severozápadním Irsku, Islandu, Faerských ostrovech, východní a severovýchodní Francii a Německu a druhotně i ve Skandinávii. Do České republiky nezasahuje.
Lomikámen trsnatý křehký (Saxifraga rosacea subsp. sponhemica) se vyznačuje užšími, široce čárkovitými, dlouze zašpičatělými úkrojky listů, s malým množstvím převážně nežláznatých chlupů, a většími korunními lístky (7-10 mm dl.). Rostliny jsou hexaploidní. Jedná se o středoevropský poddruh, jehož areál se skládá z reliktních izolovaných arel v České republice a nejjižnějším Polsku, v oblasti od belgických Arden po západoněmecké pohoří Hunsrück, a ve východofrancouzském pohoří Jura.
V České republice se vyskytuje pouze roztroušeně na bazaltových suťových svazích v oblasti Českého středohoří a ve skalnatých kaňonech některých řek ve středních Čechách a na jz. Moravě. Několik lokalit je i v západních Čechách. Moravské lokality představují nejvýchodnější výskyt druhu.
Lomikámen trsnatý vlnatý (Saxifraga rosacea subsp. steinmannii) má nízký, kompaktní vzrůst, huňaté listy s kratšími úkrojky a drobnější květy než předešlý poddruh. Je to endemit České republiky, rozšířený výhradně v severních Čechách v údolí Labe u Ústí nad Labem a v údolí Jizery u Semil.
Čtvrtý poddruh, Saxifraga rosacea subsp. hartii, je endemit ostrova Arranmore u severozápadního pobřeží Irska. Rostliny jsou celkově robustnější než nominátní poddruh, se všemi chlupy žláznatými a kratšími než 0,5 mm.

## Ohrožení a ochrana
Druh náleží v České republice mezi ohrožené druhy a je chráněn zákonem. V prováděcí vyhlášce je uveden pod synonymním názvem lomikámen růžicovitý (Saxifraga decipiens).
Lomikámen trsnatý vlnatý je v červeném seznamu cévnatých rostlin ČR veden v kategorii kriticky ohrožené (C1r), lomikámen trsnatý křehký v kategorii silně ohrožené (C2).

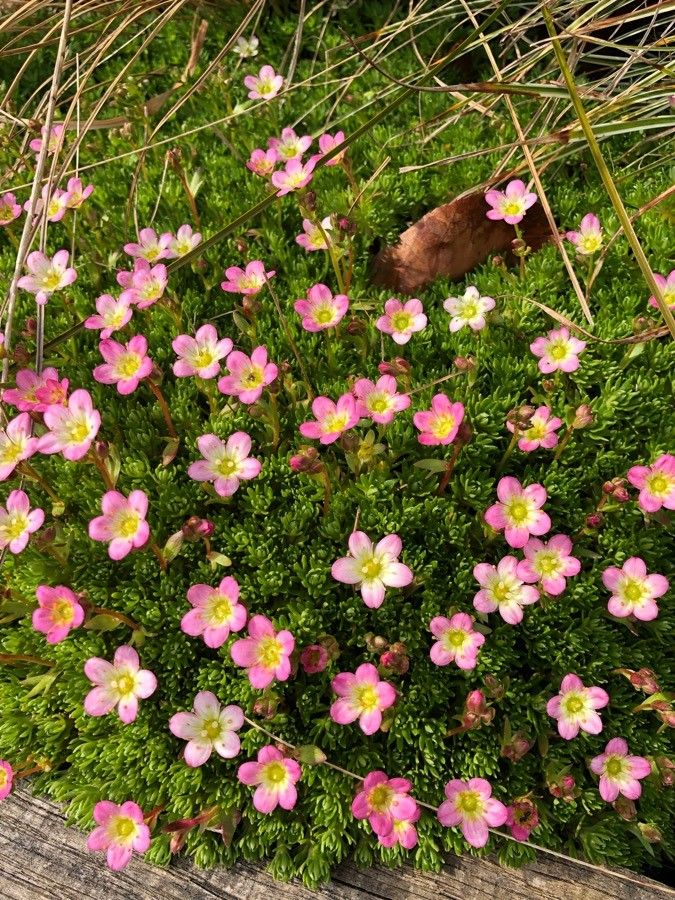
Růžovokvětý kultivar lomikamene trsnatého

## Význam
Lomikámen trsnatý je hojně pěstován jako okrasná trvalka na skalkách, v zahradách, hřbitovech a podobně. Je ceněn pro jemný vzhled a kompaktní vzrůst. Bývá pěstován v pestré škále různých kultivarů a hybridů, které mohou mít i růžové nebo červené květy.